# SVマッテルスブルク
SVマッテルスブルク (独: SV Mattersburg) は、オーストリアの東部、ブルゲンラント州の都市マッテルスブルクを本拠地としていたサッカークラブである。人口6千人程度の小さな街にあるクラブだが、健全な経営により2003年にオーストリア・ブンデスリーガへ昇格を果たした。2020年に解散した。

## 歴史
1922年に創設。長年アマチュアレベルのクラブとして存在していたが、1960年代に一時的にエアステリーガ (2部) に所属していたこともある。しかしその後は低迷し、主に4部と5部を行き来するクラブであった。
1988年にマーティン・プッハー会長が就任するとクラブの方針が変わり、積極的に若手選手の育成に力を注ぐようになる。堅実なクラブ運営と長期的なチーム強化により、約15年の歳月を掛けて2003年に5部から1部への昇格を果たす。
オーストリア・ブンデスリーガへの昇格以降、ホームゲームでは1万1千人以上の平均観客動員数を果たしている (街の人口からすると快挙である) 。2004-05シーズンでは、それまでのクラブ歴史上最高順位の5位、2006-07シーズンにおいては記録をさらに更新し3位という好結果を残した。このように、小さなクラブでも健全な運営によりコンスタントな結果を残すことが可能なことを証明した。
2020年8月に財政難のため解散した。

## タイトル

### 国内タイトル
- オーストリア・カップ 準優勝 : 1回
  - 2006
- エアステリーガ (2部) 優勝 : 2回
  - 2003, 2015 (オーストリア・ブンデスリーガへ昇格)
- レギオナルリーガ東部 (3部) 優勝 : 1回
  - 2000 (エアステリーガへ昇格)
- ブルゲンランド州リーガ (4部) 優勝 : 1回
  - 1994 (レギオナルリーガ東部へ昇格)
- 2.ランデスリーガ（5部）優勝 : 1回
  - 1990 (ブルゲンランド州リーガへ昇格)

### 国際タイトル
なし

## 過去の成績
| シーズン | リーグ                       | 順位 | 試 | 勝 | 分 | 敗 | 得 | 失 | 点 | オーストリア・カップ |
| -------- | ---------------------------- | ---- | -- | -- | -- | -- | -- | -- | -- | -------------------- |
| 2003-04  | オーストリア・ブンデスリーガ | 8位  | 36 | 9  | 10 | 17 | 39 | 61 | 37 |                      |
| 2004-05  | オーストリア・ブンデスリーガ | 5位  | 36 | 12 | 9  | 15 | 48 | 58 | 45 |                      |
| 2005-06  | オーストリア・ブンデスリーガ | 7位  | 36 | 12 | 8  | 16 | 40 | 54 | 44 |                      |
| 2006-07  | オーストリア・ブンデスリーガ | 3位  | 36 | 16 | 7  | 13 | 61 | 58 | 55 |                      |
| 2007-08  | オーストリア・ブンデスリーガ | 5位  | 36 | 13 | 14 | 9  | 55 | 43 | 53 |                      |
| 2008-09  | オーストリア・ブンデスリーガ | 9位  | 36 | 8  | 9  | 19 | 42 | 71 | 33 | 3回戦敗退            |
| 2009-10  | オーストリア・ブンデスリーガ | 6位  | 36 | 12 | 5  | 19 | 45 | 71 | 41 | 1回戦敗退            |
| 2010-11  | オーストリア・ブンデスリーガ | 9位  | 36 | 7  | 10 | 19 | 29 | 56 | 31 | 準々決勝敗退         |
| 2011-12  | オーストリア・ブンデスリーガ | 8位  | 36 | 9  | 11 | 16 | 41 | 43 | 38 | 2回戦敗退            |
| 2012-13  | オーストリア・ブンデスリーガ | 10位 | 36 | 9  | 8  | 19 | 36 | 67 | 35 | 3回戦敗退            |
| 2013-14  | エアステリーガ               | 6位  | 36 | 11 | 11 | 14 | 53 | 67 | 44 | 3回戦敗退            |
| 2014-15  | エアステリーガ               | 1位  | 36 | 21 | 8  | 7  | 69 | 36 | 71 | 3回戦敗退            |
| 2015-16  | オーストリア・ブンデスリーガ | 9位  | 36 | 10 | 9  | 17 | 40 | 70 | 39 | 準々決勝敗退         |
| 2016-17  | オーストリア・ブンデスリーガ | 7位  | 36 | 12 | 7  | 17 | 39 | 54 | 43 | 2回戦敗退            |
| 2017-18  | オーストリア・ブンデスリーガ | 6位  | 36 | 12 | 10 | 14 | 50 | 56 | 46 | 準決勝敗退           |
| 2018-19  | オーストリア・ブンデスリーガ | 8位  | 32 | 12 | 7  | 13 | 41 | 48 | 28 | 2回戦敗退            |
| 2019-20  | オーストリア・ブンデスリーガ | 位   |    |    |    |    |    |    |    |                      |

## 欧州の成績
| シーズン | 大会       | ラウンド  | 対戦相手           | ホーム | アウェー | 合計 |  |
| -------- | ---------- | --------- | ------------------ | ------ | -------- | ---- |  |
| 2006-07  | UEFAカップ | 予選2回戦 | ヴィスワ・クラクフ | 1–1    | 0–1      | 1–2  |  |
| 2007-08  | UEFAカップ | 予選1回戦 | アクトベ           | 4–2    | 0–1      | 4–3  |  |
| 2007-08  | UEFAカップ | 予選2回戦 | バーゼル           | 0–4    | 1–2      | 1–6  |  |

## 歴代監督
| 氏名                         | 国籍         | 期間      |
| ヴェルナー・グレゴーリッチュ | オーストリア | 2002-2004 |
| フランツ・レーデラー         | オーストリア | 2004-2013 |
| イヴィツァ・ヴァスティッチ   | オーストリア | 2013-2017 |
| ゲラルト・バウムガルトナー   | オーストリア | 2017-2018 |
| クラウス・シュミット         | オーストリア | 2018-2019 |

## 歴代所属選手

### GK
| - ロベルト・アルマー (2006-2008) |

### DF
| - クリスティアン・フックス (2003-2008) - ゴッツェ・セドロスキー (2006-2011) - トーマス・サラモン (2008-2011) |

### MF
| - ミヒャエル・メルツ (2000-2014) - ディートマー・キューバウアー (2002-2008) - シュテファン・イルザンカー (2010-2012) - 奥川雅也 (2017-2018) |

### FW
| - ミリヴォイェ・ノヴァコヴィッチ (2003-2004) - カルステン・ヤンカー (2006-2009) - カリム・オニシウォ (2014-2016) - シュテファン・マイヤーホーファー (2017-2018) |